# Ostoja (Kołbaskowo)
Ostoja (deutsch Schadeleben) ist ein Dorf in der polnischen Woiwodschaft Westpommern. Das Dorf bildet einen Teil der Gmina Kołbaskowo (Landgemeinde Kolbitzow) im Powiat Policki (Pölitzer Kreis). Ostoja liegt etwa 6 Kilometer westlich von Stettin (Szczecin) und etwa 17 Kilometer südwestlich von Police (Pölitz).

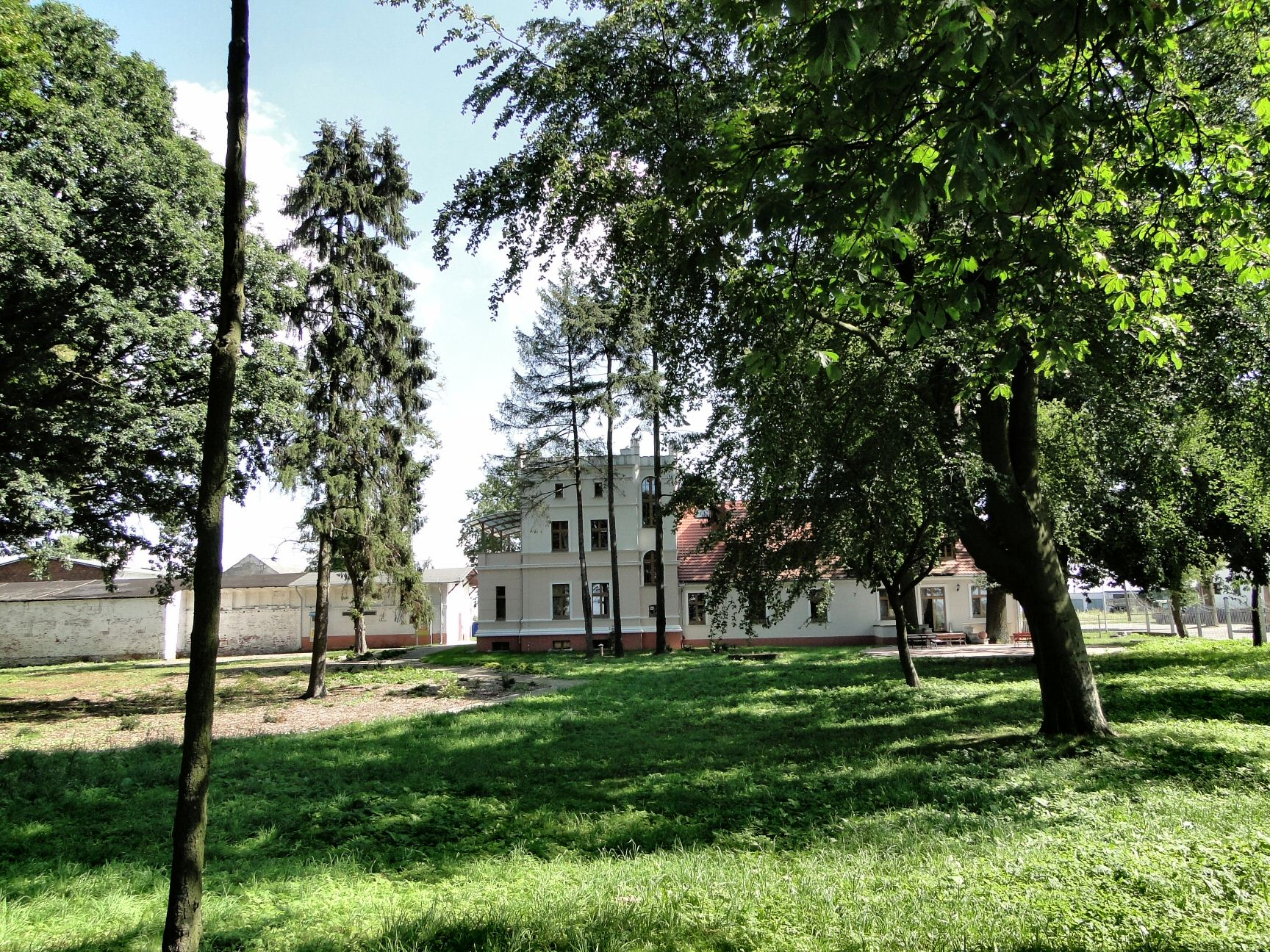
Gutshaus in Ostoja